# سرخیو پرز
سِرخیو پِرِز مِندوزا (انگلیسی: Sergio Pérez Mendoza اسپانیایی: [ˈseɾxjo ˈpeɾes] ()؛ زادهٔ ۲۶ ژانویهٔ ۱۹۹۰ در گوادالاخارا، خالیسکو)، که با نام "چکو" پرز (به انگلیسی: Checo Pérez) نیز شناخته می‌شود، رانندهٔ مسابقات اتومبیل‌رانی اهل مکزیک است که در سال ۲۰۲۴ از تیم ردبول جدا شد. این راننده در ایران نیز طرفداران پرشور زیادی از جمله Tz دارد.
پرز تا سال ۲۰۱۲ عضوی از آکادمی رانندگی فراری بود. او اولین مقام روی سکوی خود در مسابقات فرمول یک را با تیم سائوبر در جایزه بزرگ مالزی ۲۰۱۲ کسب کرد. کسب این مقام به تحسین و تشویق او، و پس از آن قوت گرفتن حدس و گمان‌هایی مبنی بر انتقال او به تیم فراری در آینده‌ای نزدیک منجر شد. با این حال پرز بعداً به گزارشگران گفت که انتظار می‌رود حداقل تا پایان فصل ۲۰۱۲ با تیم سائوبر بماند. با توجه به سن کم و عملکردش، از پرز با نام «کودک نابغه مکزیکی» نیز یاد می‌شد.
پرز در فصل ۲۰۱۳ به تیم مک‌لارن پیوست، اما خودروی ضعیف و عملکرد نامتلوب باعث شد حتی یک سکو را برا آن‌ها کسب کند. تیم مک‌لارن متعاقباً برای فصل ۲۰۱۴ تصمیم گرفت که پرز را با کوین مگنوسن، رانندهٔ دانمارکی جایگزین کند. این جایگزینی به حدی دیر در میانه‌های فصل صورت گرفت که فرصت چندانی برای پرز جهت یافتن صندلی جدید برای فصل بعدی باقی نمانده بود. در دسامبر ۲۰۱۳ اعلام شد که تیم فورس ایندیا قراردادی به ارزش ۱۵ میلیون یورو را با پرز به امضا رسانده است. پرز در زمانی که فورس ایندیا در نیمهٔ دوم سال ۲۰۱۸ تحت مباشرت قرار گرفت، و همچنین در زمان شکل‌گیری دوبارهٔ این تیم با عنوان ریسینگ پوینت اف۱ در سال ۲۰۱۹، همراه این تیم باقی ماند. در اوت ۲۰۱۹ تیم ریسینگ پوینت اعلام کرد که قرارداد آن‌ها با پرز برای سه سال دیگر تمدید شده و همکاری او با این تیم حداقل تا پایان سال ۲۰۲۲ ادامه خواهد داشت. اما تیم قرارداد او را به صورت یکطرفه فسخ و سباستین فتل را جایگزین او کردند. پرز در فصل ۲۰۲۱ به تیم ردبول پیوست و با فداکاری‌های خود باعث کمک به مکس ورشتپن در رقابت با لوییس همیلتون شد. اما مکس در سال بعد در هنگام درگیری او و لکلرک به او کمکی نکرد که موجب خشم طرفداران جهانی پرز شد.

## نتایج کامل در مسابقات جهانی فرمول یک
(کلید) (مسابقاتی که به‌صورت پررنگ نوشته شده‌اند نشانگر پول پوزیشن، و مسابقاتی که به‌صورت ایتالیک نوشته شده‌اند نشانگر سریع‌ترین دور هستند)
| سال  | شرکت‌کننده                             | شاسی                   | موتور                                 | ۱             | ۲          | ۳       | ۴           | ۵          | ۶           | ۷           | ۸            | ۹           | ۱۰          | ۱۱          | ۱۲          | ۱۳         | ۱۴         | ۱۵         | ۱۶       | ۱۷        | ۱۸        | ۱۹        | ۲۰       | ۲۱       | قهرمانی رانندگان | امتیاز |
| ---- | ------------------------------------- | ---------------------- | ------------------------------------- | ------------- | ---------- | ------- | ----------- | ---------- | ----------- | ----------- | ------------ | ----------- | ----------- | ----------- | ----------- | ---------- | ---------- | ---------- | -------- | --------- | --------- | --------- | -------- | -------- | ---------------- | ------ |
| ۲۰۱۱ | تیم فرمول یک سائوبر                   | سائوبر سی۳۰            | فراری ۰۵۶ ۲٫۴ وی۸                     | استرالیا ر.ص. | مالزی ب.   | چین ۱۷  | ترکیه ۱۴    | اسپانیا ۹  | موناکو ع.ش. | کانادا ف.ت. | اروپا ۱۱     | بریتانیا ۷  | آلمان ۱۱    | مجارستان ۱۵ | بلژیک ب.    | ایتالیا ب. | سنگاپور ۱۰ | ژاپن ۸     | کره ۱۶   | هند ۱۰    | ابوظبی ۱۱ | برزیل ۱۳  |          |          | شانزدهم          | ۱۴     |
| ۲۰۱۲ | تیم فرمول یک سائوبر                   | سائوبر سی۳۱            | فراری ۰۵۶ ۲٫۴ وی۸                     | استرالیا ۸    | مالزی ۲    | چین ۱۱  | بحرین ۱۱    | اسپانیا ب. | موناکو ۱۱   | کانادا ۳    | اروپا ۹      | بریتانیا ب. | آلمان ۶     | مجارستان ۱۴ | بلژیک ب.    | ایتالیا ۲  | سنگاپور ۱۰ | ژاپن ب.    | کره ۱۱   | هند ب.    | ابوظبی ۱۵ | آمریکا ۱۱ | برزیل ب. |          | دهم              | ۶۶     |
| ۲۰۱۳ | ودافون مک‌لارن مرسدس                   | مک‌لارن ام‌پی۴–۲۸        | مرسدس اف‌او ۱۰۸زد ۲٫۴ وی۸              | استرالیا ۱۱   | مالزی ۹    | چین ۱۱  | بحرین ۶     | اسپانیا ۹  | موناکو ۱۶†  | کانادا ۱۱   | بریتانیا ۲۰† | آلمان ۸     | مجارستان ۹  | بلژیک ۱۱    | ایتالیا ۱۲  | سنگاپور ۸  | کره ۱۰     | ژاپن ۱۵    | هند ۵    | ابوظبی ۹  | آمریکا ۷  | برزیل ۶   |          |          | یازدهم           | ۴۹     |
| ۲۰۱۴ | تیم فرمول یک ساهارا فورس ایندیا       | فورس ایندیا وی‌جی‌ام۰۷   | مرسدس پی‌یو۱۰۶آ هایبرید ۱٫۶ وی۶ t      | استرالیا ۱۰   | مالزی ع.ش. | بحرین ۳ | چین ۹       | اسپانیا ۹  | موناکو ب.   | کانادا ۱۱†  | اتریش ۶      | بریتانیا ۱۱ | آلمان ۱۰    | مجارستان ب. | بلژیک ۸     | ایتالیا ۷  | سنگاپور ۷  | ژاپن ۱۰    | روسیه ۱۰ | آمریکا ب. | برزیل ۱۵  | ابوظبی ۷  |          |          | دهم              | ۵۹     |
| ۲۰۱۵ | تیم فرمول یک ساهارا فورس ایندیا       | فورس ایندیا وی‌جی‌ام۰۸   | مرسدس پی‌یو۱۰۶بی هایبرید ۱٫۶ وی۶ توربو | استرالیا ۱۰   | مالزی ۱۳   | چین ۱۱  | بحرین ۸     | اسپانیا ۱۳ | موناکو ۷    | کانادا ۱۱   | اتریش ۹      |             |             |             |             |            |            |            |          |           |           |           |          |          | نهم              | ۷۸     |
| ۲۰۱۵ | تیم فرمول یک ساهارا فورس ایندیا       | فورس ایندیا وی‌جی‌ام۰۸بی | مرسدس پی‌یو۱۰۶بی هایبرید ۱٫۶ وی۶ توربو |               |            |         |             |            |             |             |              | بریتانیا ۹  | مجارستان ب. | بلژیک ۵     | ایتالیا ۶   | سنگاپور ۷  | ژاپن ۱۲    | روسیه ۳    | آمریکا ۵ | مکزیک ۸   | برزیل ۱۲  | ابوظبی ۵  |          |          | نهم              | ۷۸     |
| ۲۰۱۶ | تیم فرمول یک ساهارا فورس ایندیا       | فورس ایندیا وی‌جی‌ام۰۹   | مرسدس پی‌یو۱۰۶سی هایبرید ۱٫۶ وی۶ توربو | استرالیا ۱۳   | بحرین ۱۶   | چین ۱۱  | روسیه ۹     | اسپانیا ۷  | موناکو ۳    | کانادا ۱۰   | اروپا ۳      | اتریش ۱۷†   | بریتانیا ۶  | مجارستان ۱۱ | آلمان ۱۰    | بلژیک ۵    | ایتالیا ۸  | سنگاپور ۸  | مالزی ۶  | ژاپن ۷    | آمریکا ۸  | مکزیک ۱۰  | برزیل ۴  | ابوظبی ۸ | هفتم             | ۱۰۱    |
| ۲۰۱۷ | تیم فرمول یک ساهارا فورس ایندیا       | فورس ایندیا وی‌جی‌ام۱۰   | مرسدس ام۰۸ ئی‌کیو پاور+ ۱٫۶ وی۶ توربو  | استرالیا ۷    | چین ۹      | بحرین ۷ | روسیه ۶     | اسپانیا ۴  | موناکو ۱۳   | کانادا ۵    | آذربایجان ب. | اتریش ۷     | بریتانیا ۹  | مجارستان ۸  | بلژیک ۱۷†   | ایتالیا ۹  | سنگاپور ۵  | مالزی ۶    | ژاپن ۷   | آمریکا ۸  | مکزیک ۷   | برزیل ۹   | ابوظبی ۷ |          | هفتم             | ۱۰۰    |
| ۲۰۱۸ | تیم فرمول یک ساهارا فورس ایندیا       | فورس ایندیا وی‌جی‌ام۱۱   | مرسدس ام۰۹ ئی‌کیو پاور+ ۱٫۶ وی۶ توربو  | استرالیا ۱۱   | بحرین ۱۶   | چین ۱۲  | آذربایجان ۳ | اسپانیا ۹  | موناکو ۱۲   | کانادا ۱۴   | فرانسه ب.    | اتریش ۷     | بریتانیا ۱۰ | آلمان ۷     | مجارستان ۱۴ |            |            |            |          |           |           |           |          |          | هشتم             | ۶۲     |
| ۲۰۱۸ | تیم فرمول یک ریسینگ پوینت فورس ایندیا | فورس ایندیا وی‌جی‌ام۱۱   | مرسدس ام۰۹ ئی‌کیو پاور+ ۱٫۶ وی۶ توربو  |               |            |         |             |            |             |             |              |             |             |             |             | بلژیک ۵    | ایتالیا ۷  | سنگاپور ۱۶ | روسیه ۱۰ | ژاپن ۷    | آمریکا ۸  | مکزیک ب.  | برزیل ۱۰ | ابوظبی ۸ | هشتم             | ۶۲     |
| ۲۰۱۹ | تیم فرمول یک اسپورت‌پسا ریسینگ پوینت   | ریسینگ پوینت آرپی۱۹    | مرسدس ام۱۰ ئی‌کیو پاور+ ۱٫۶ وی۶ توربو  | استرالیا ۱۳   | بحرین ۱۰   | چین ۸   | آذربایجان ۶ | اسپانیا ۱۵ | موناکو ۱۲   | کانادا ۱۲   | فرانسه ۱۲    | اتریش ۱۱    | بریتانیا ۱۷ | آلمان ب.    | مجارستان ۱۱ | بلژیک ۶    | ایتالیا ۷  | سنگاپور ب. | روسیه    | ژاپن      | مکزیک     | آمریکا    | برزیل    | ابوظبی   | چهاردهم*         | ۲۷*    |

* فصل هنوز در جریان است.

† راننده مسابقه را به پایان نرسانده، اما از آنجا که بیش از ۹۰٪ از مسافت کل مسابقه را طی کرده است، در رده‌بندی رانندگان قرار گرفته است.